# Manufacture des tabacs

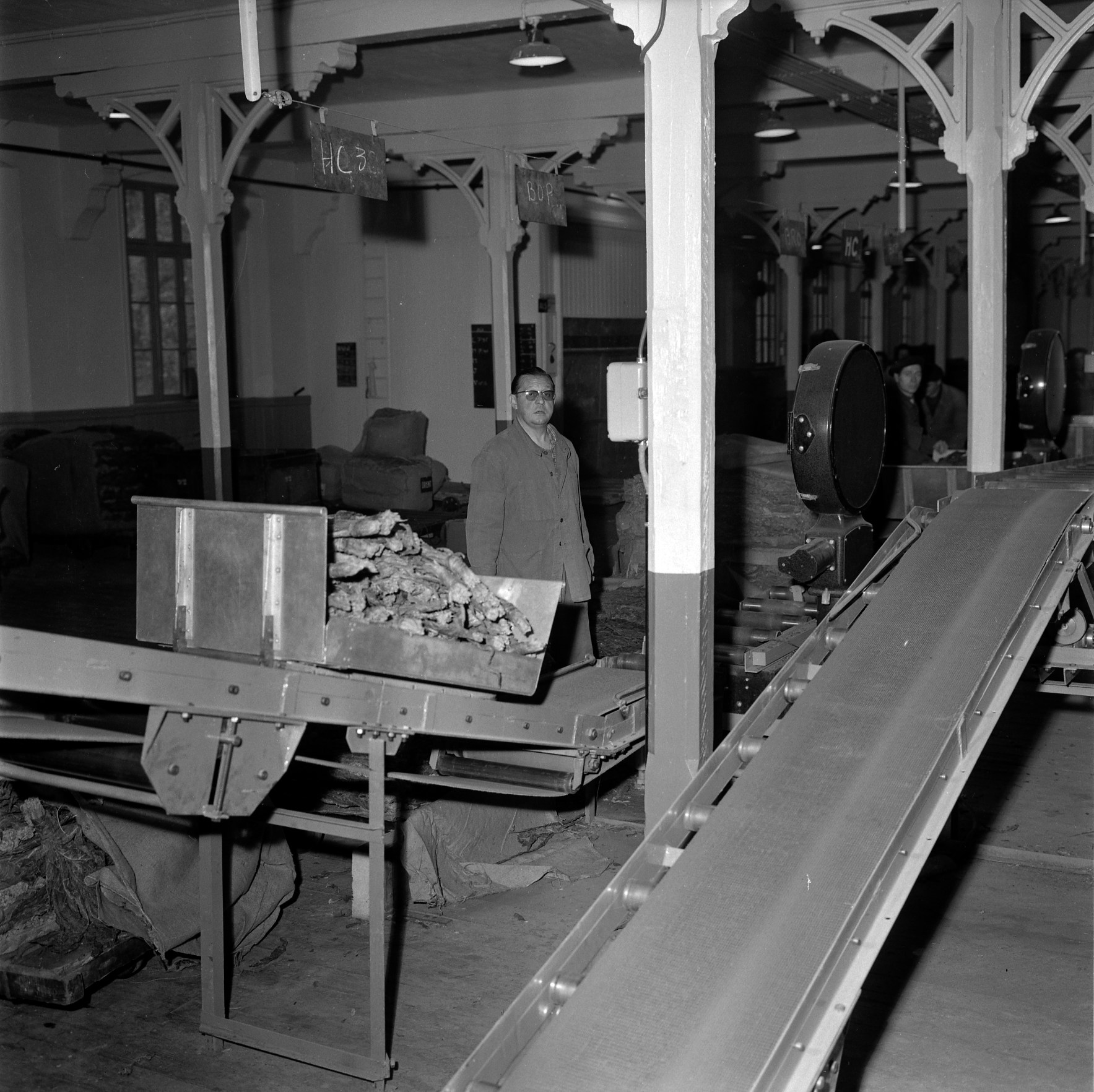
Ouvrier de la Manufacture des tabacs de Toulouse en 1961.

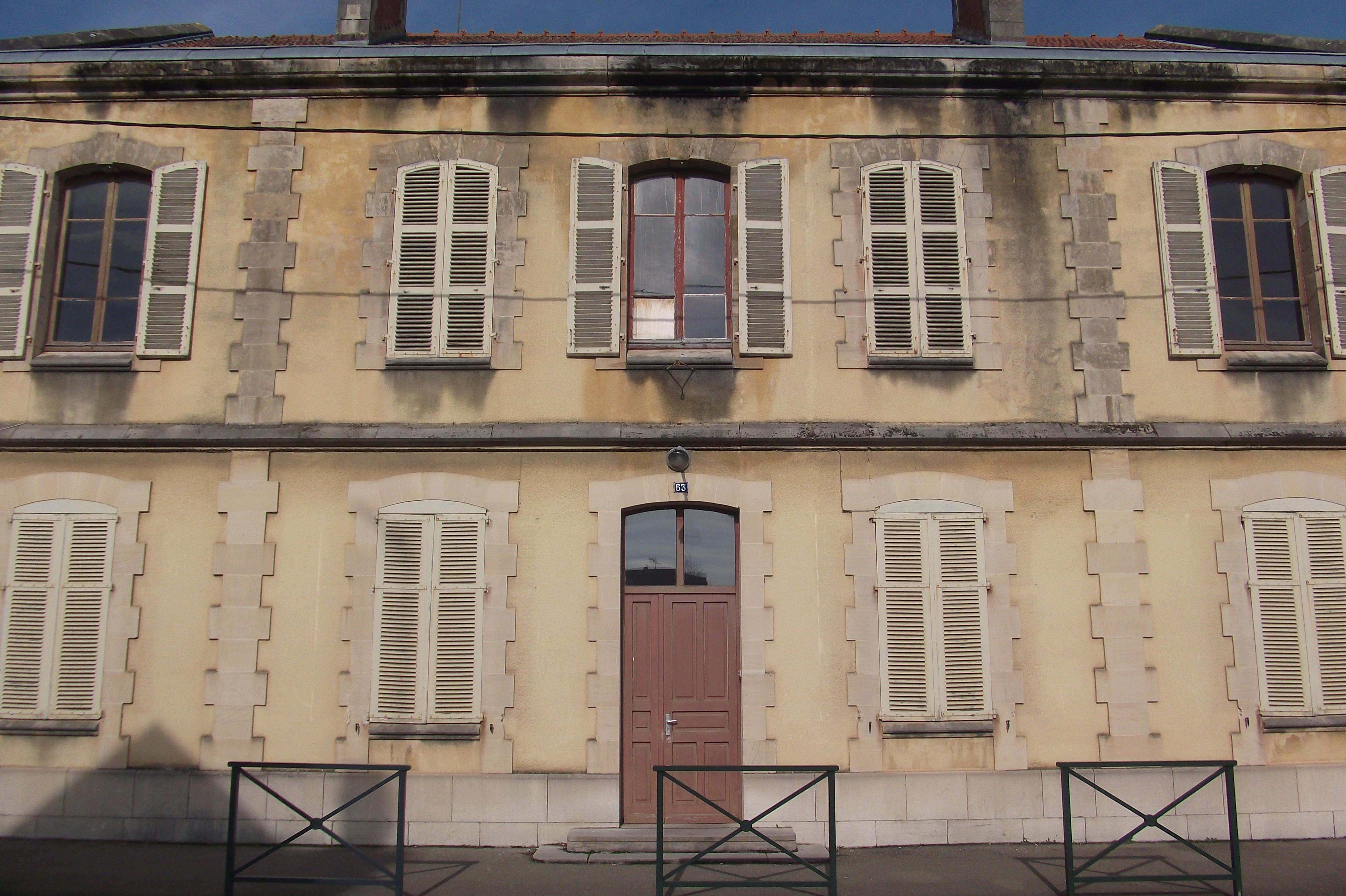
Ancienne manufacture des tabacs de Vesoul.

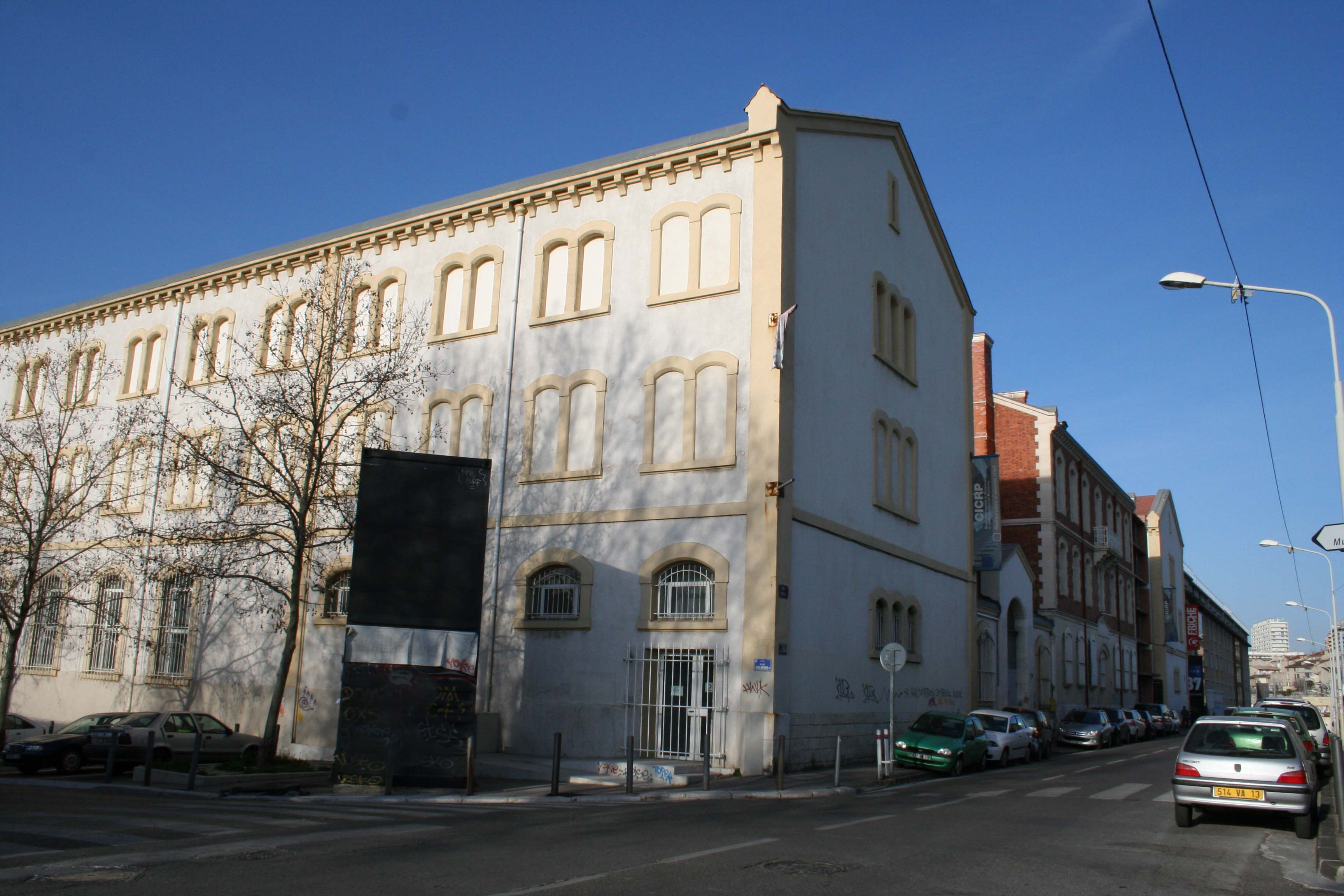
Ancienne manufacture des tabacs de Marseille.

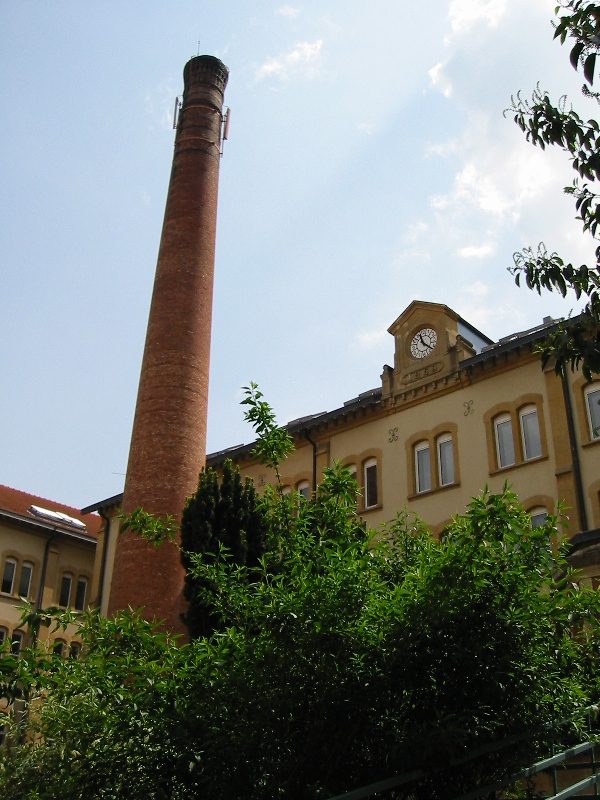
Ancienne manufacture des tabacs de Nancy.

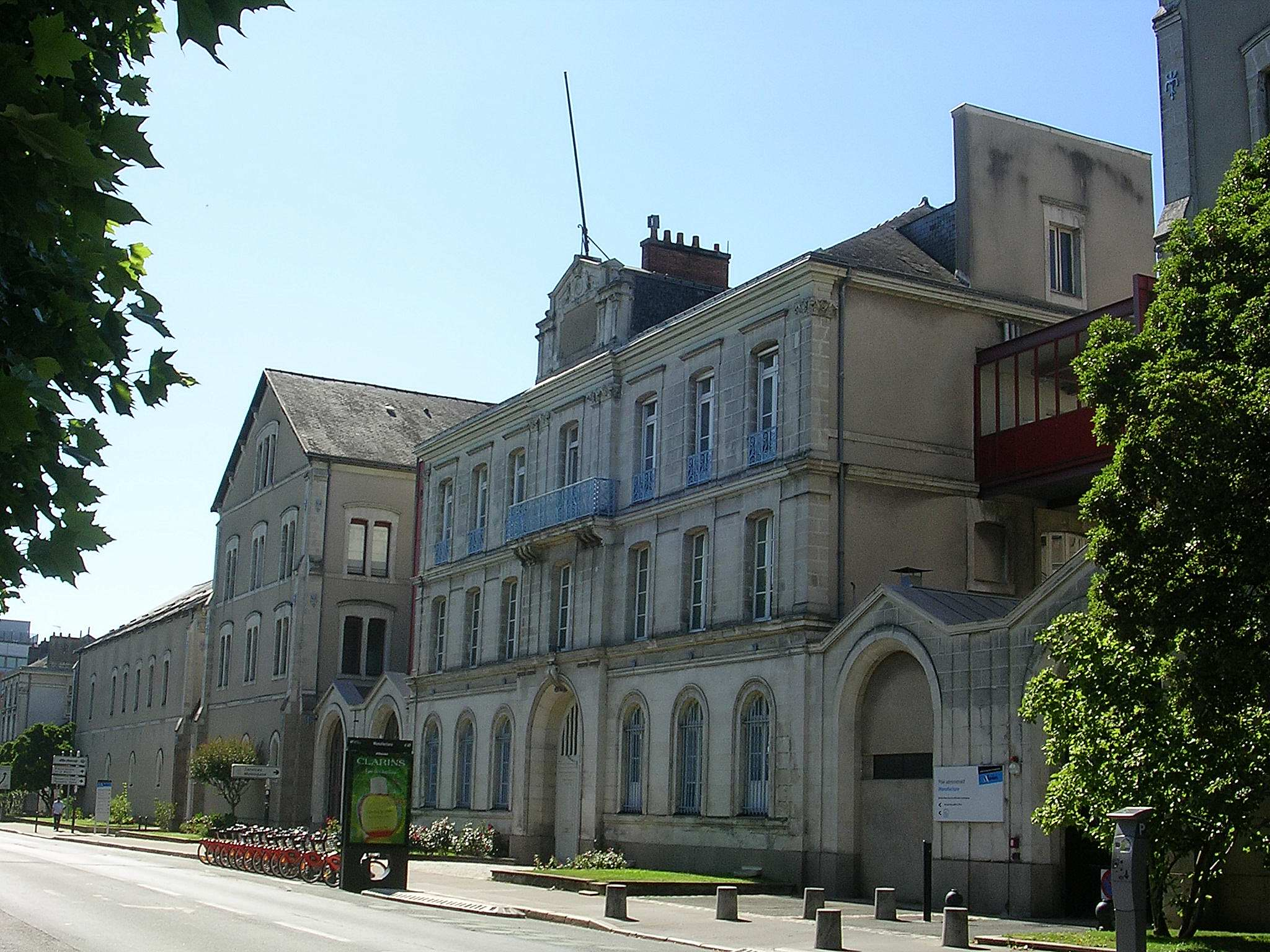
Ancienne manufacture des tabacs de Nantes.

Les manufactures des tabacs sont en France des manufactures chargées de la fabrication des cigarettes et des cigares, selon un système de monopole d'État mis en place sous Colbert avec la ferme du tabac, qui prend fin au tournant des années 1990, ouvrant à la concurrence, entraînant la fermeture de nombreuses usines et une restructuration importante de ce secteur industriel.
Aujourd'hui, il ne reste plus que quatre sites de production en France, et la plupart des anciennes manufactures appartiennent au patrimoine industriel.

## Histoire
Le XVIIIe siècle voit en France l’apparition des premiers établissements de type industriel. Au siècle précédent, les débuts de l’activité manufacturière française du tabac se déroulèrent d'abord à Morlaix, Dieppe et Paris, après que Colbert établit le « Privilège de fabrication et de vente » sur les produits dérivés du tabac en 1674. 
Par la suite, Jean-Jacques Martinet et Jacques III Jules Gabriel, deux ingénieurs des ponts et chaussées, mettent en chantier la manufacture du Havre entre 1726 et 1730. Celle de Dieppe est reconstruite à proximité de la mer entre 1734 et 1738. À Morlaix, le chantier de construction de la manufacture définitive est confié à Jean-François Blondel (1683-1756), architecte de l’Académie royale d’architecture. Au total, neuf manufactures royales composent le parc manufacturier de l’époque. Elles sont régies par la Ferme générale.
Après une courte période durant laquelle Révolution française, dès 1789, abolit le monopole, et un ralentissement des importations durant le blocus continental, Napoléon Ier rétablit celui-ci. Le 29 décembre 1810, il fonde par décret la régie des tabacs. Ce système est conservé après 1814, et la loi du 28 avril 1816 réglemente la culture du tabac en France permettant de développer un volume de production sensible, contrebalançant le niveau des importations. La régie des tabacs fixe chaque année la quantité de tabac dont elle a besoin pour son approvisionnement, et répartit cette quantité entre les divers départements producteurs. Ce système perdure durant tout le XIXe siècle. En 1840, la production de tabac issue du sol français et traitée par les usines est de 8 350 tonnes. À partir de 1848, l’exploitation voit la refonte complète de l’outil de production et la construction en série d’un nouveau modèle de manufacture à partir d’un plan unique, dit « modèle Rolland », créé par l'ingénieur Eugène Rolland.
La manufacture du Gros-Caillou (Quartier du Gros-Caillou, Paris) est fermée en 1904, et la construction de la manufacture des tabacs d'Issy-les-Moulineaux est lancée.
En 1926, Raymond Poincaré décide de réformer le système avec la création de la Société d'exploitation industrielle des tabacs et des allumettes (SEITA) qui dénombre 22 établissements manufacturiers :
- Bordeaux : cigarettes, fermée en 1987
- Châteauroux : cigarettes, fermée en 1998
- Dieppe, détruite le 19 août 1942
- Dijon : cigarettes, reconstruite en 1969, fermée en 1993 et 2004
- Issy-les-Moulineaux : cigarettes, fermée en 1978[2]
- Le Havre : cigarettes, détruite et reconstruite en 1944, toujours en activité
- Le Mans : cigares, puis cigarettes, aujourd'hui Altadis Distribution (production a été arrêtée en 1988)
- Lille : cigarettes, fermée en 2005[3]
- Lyon : cigarettes, fermée en 1987
- Marseille : cigarettes, fermée en 1990 [4]
- Metz : cigarettes, allumettes et filtres, fermée en 2010
- Morlaix : scaferlati jusqu'en 1946, cigarettes jusqu'en 1950, tabac à priser jusqu'en 1982, tabac à chiquer jusqu'en 1995 et cigares jusqu'à la fermeture en 2004
- Nancy : cigarettes, fermée en 1981, aujourd'hui Altadis Distribution
- Nantes : cigarettes, transférée en 1974 à Carquefou (fermée en 2014[5])
- Nice : cigarettes, fermée en 1979
- Orléans : cigarettes, fermée en 1982
- Pantin : allumettes, puis cigarettes, fermée en 1982[6]
- Paris 7e : manufacture des tabacs du Gros-Caillou, fermée en 1904. Le siège de la SEITA et le musée-galerie de la Seita (fermé en 2000) s'étaient établis sur une partie du terrain de l'ancienne manufacture.
- Paris-Reuilly : cigarettes, fermée en 1969
- Périgueux : fermée en 1998
- Riom : cigarettes, fermée en novembre 2016 [7]
- Strasbourg : cigares, fermée en 2010
- Tonneins : cigarettes brunes, fermée en 2000[8]
- Toulouse : fermée en 1979 et transférée à Colomiers, aujourd'hui Altadis Distribution
- Vesoul : construit en 1898, fermée dans les années 1960